# 2115 Irakli
2115 Irakli је астероид главног астероидног појаса са пречником од приближно 21,07 .
Афел астероида је на удаљености од 3,169 астрономских јединица (АЈ) од Сунца, а перихел на 2,849 АЈ.
Ексцентрицитет орбите износи 0,053, инклинација (нагиб) орбите у односу на раван еклиптике 8,970 степени, а орбитални период износи 1906,624 дана (5,220 година).
Апсолутна магнитуда астероида је 11,00 а геометријски албедо 0,158.
Астероид је откривен 24. октобра 1976. године.